# Rustie
Rustie, pseudonimo di Russell Whyte (Glasgow, 4 gennaio 1983), è un musicista scozzese.

## Biografia
Dopo aver pubblicato i primissimi singoli fra il 2007 e il 2008, Rustie firmò per l'etichetta Warp nel 2010. Il suo album di debutto Glass Swords, uscito durante l'anno seguente, ricevette un'accoglienza positiva, e una delle tracce in esso contenute, ovvero After Light, venne usata in una pubblicità della Adidas mandata in onda in occasione dei Giochi olimpici del 2012, e in cui figura l'atleta britannica Jessica Ennis-Hill. Tre brani dell'album (la già citata After Light, Ultra Thizz e Surph) sono presenti nella colonna sonora del videogioco Sleeping Dogs.
Il secondo album di Rustie Green Language, uscito il 26 agosto del 2014, contiene i brani Raptor e Attak, una collaborazione con Danny Brown. Entrambi i pezzi ricevettero il premio Best new track da parte di Pitchfork. Il seguente singolo Lost, a cui partecipò Redinho, venne presentato in anteprima da Zane Lowe su BBC Radio 1.
Nel 2015, Rustie annunciò il suo primo tour mondiale, durante il quale avrebbe viaggiato in Europa, Australia, Stati Uniti e Corea. Tuttavia, alla fine dell'anno, interruppe la serie di concerti a causa di problemi di salute.
Il terzo album Evenifudontbelieve, pubblicato il 5 novembre del 2015, contiene i singoli 
First Mythz e Peace Upzzz.
Nel corso della sua attività, Rustie ha remissato brani per molti artisti come Machinedrum, Modeselektor, Lazer Sword, Joker e Gucci Mane.

## Stile musicale
Lo stile di Rustie fonde molti generi musicali assieme, fra cui tra cui hip hop, rave, dub e musica per videogiochi. Egli viene classificato un artista aquacrunk, una derivazione sperimentale dell'hip-hop dai ritmi lenti e scanditi e dove si possono sentire "sferzate di borbottii elettronici e linee di basso mutanti". Viene anche considerato un pioniere della bass music. Stando alle sue parole, Rustie ritiene che la sua musica trasmetta un senso di dinamismo e fluidità, e considera il processo attraverso cui realizza i suoi brani un "mondo immersivo" avvolto nel suono, nel ritmo e nel colore. Dichiara anche che i videogiochi avrebbero influenzato il suo approccio compositivo.

## Discografia

### Album in studio
- 2011 – Glass Swords
- 2014 – Green Language
- 2015 – Evenifudontbelieve

### Extended play
- 2007 – Jagz The Smack
- 2009 – Bad Science
- 2010 – Sunburst

### Singoli
- 2008 – Zig-Zag
- 2011 – All Nite
- 2011 – Ultra Thizz
- 2012 – Surph (con Nightwave)
- 2012 – After Light (con AlunaGeorge)
- 2013 – Triadzz/Slasherr
- 2014 – Attak (con Danny Brown)
- 2014 – Lost (con Redinho)
- 2015 – Big Catzz